# Provinz Kigali Rural

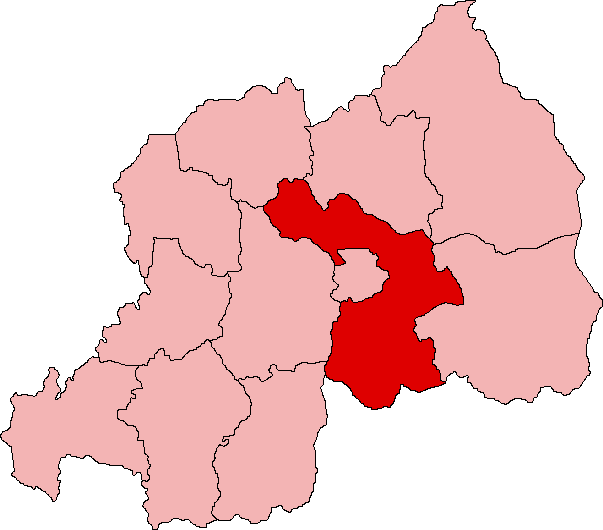
Lage der ehemaligen Provinz Kigali Rural in Ruanda

Die Provinz Kigali Rural oder auch Provinz Kigali Ngari war eine von zwölf Provinzen der ehemaligen Verwaltungsgliederung Ruandas. Im Januar 2006 wurden diese in eine kleinere Anzahl neuer Provinzen eingeteilt, um ethnisch vielfältigere Verwaltungsgebiete zu schaffen. Die Provinz Kigali Rural befand sich im Zentrum Ruandas um die Hauptstadt Kigali. Nachbarprovinzen waren im Norden Byumba, im Nordosten Umutara, im Osten Kibungo, im Südwesten Butare sowie im Westen Gitarama und die Hauptstadtprovinz Kigali.
Die Provinz unterteilte sich in die folgenden zehn Distrikte:
1. Kabuga
2. Bicumbi
3. Gashora
4. Ngenda
5. Nyarnata
6. Shyorongi
7. Rushashi
8. Rulindo – ein gleichnamiger Distrikt Rulindo existiert heute in der Nordprovinz
9. Buliza
10. Gasabo – ein gleichnamiger Distrikt Gasabo existiert heute in der Hauptstadtprovinz Kigali